# Farid Benstiti

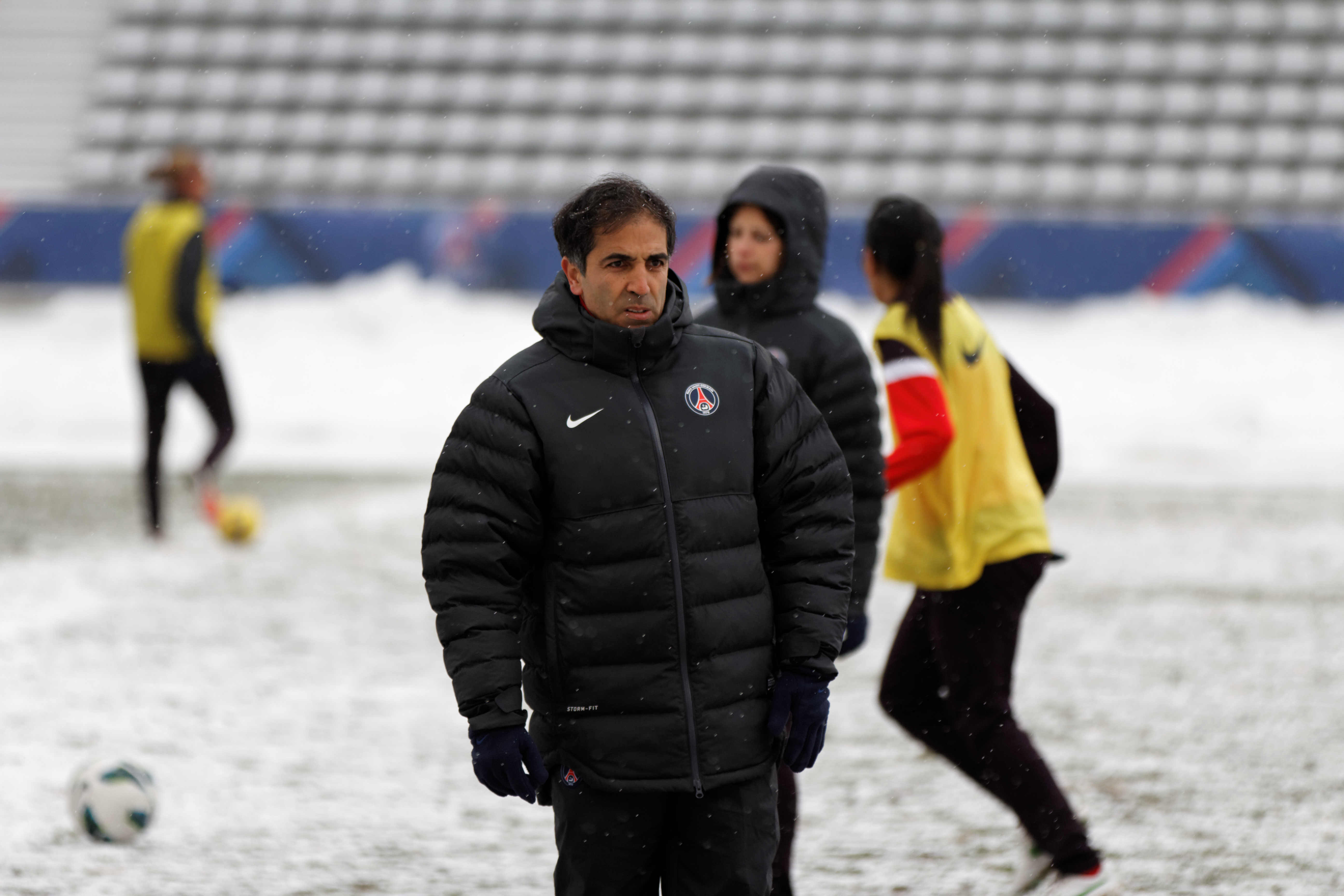
Farid Benstiti (2013)

Farid Benstiti (* 16. Januar 1967 in Lyon) ist ein ehemaliger französischer Fußballspieler, der allerdings nie zu Einsätzen in der ersten Liga kam. Seit Beendigung seiner Spielerzeit arbeitet er als Trainer im Frauenfußball und hat in dieser Funktion bisher (Januar 2020) fünf nationale Meister- sowie drei Pokaltitel gewonnen.

## Spielerkarriere
| Vereine als Spieler                  | von … bis |
| ------------------------------------ | --------- |
| Olympique Lyon                       | 1984–1989 |
| Cercle Laïque Dijon                  | 1989/90   |
| AS Lyon-Duchère                      | 1990–1992 |
| KFC Avenir Lembeek                   | 1992/93   |
| FC Sète                              | 1993–1995 |
| AS Lyon-Duchère                      | 1995–1997 |
| US Cambuston (Saint-André (Réunion)) | 1997/98   |
| FC Vaulx-en-Velin                    | 1998/99   |
| FC Gap                               | 1999/2000 |

Farid Benstiti gehörte seit der Saison 1984/85 zum Mannschaftskader von Olympique Lyon, das in diesen Jahren in der zweiten Division spielte. Allerdings kam der Mittelfeldspieler selbst dort nur zu wenigen Punktspieleinsätzen und war meist in Lyons Reserveteam aktiv. Als Olympique 1989 der Aufstieg in die erste Liga gelang, sah er dort für sich keine sportliche Zukunft und wechselte zum Zweitligisten Cercle Laïque Dijon. Auch dort war er allerdings lediglich Ergänzungsspieler, dem Trainer Yves Herbet nur wenige Einsätze ermöglichte, kehrte deshalb nach einer Saison nach Lyon zurück – allerdings zum Amateurverein AS Lyon-Duchère –, versuchte sich ab 1992 für ein Jahr beim unterklassigen belgischen KFC Avenir Lembeek und anschließend wieder im französischen Amateurfußball (unter anderem für je zwei Saisons beim FC Sète und erneut in Duchère). Im Jahr 2000 beendete er beim FC Gap, wo er ebenso wie in seinem Jahr auf La Réunion bereits als Spielertrainer arbeitete, seine Zeit als Spieler.

## Trainerlaufbahn
Bereits Mitte der 1990er hatte Benstiti die Trainerausbildung absolviert und anschließend erste Erfahrungen in dieser neuen Rolle gesammelt. 2001 übernahm er die Cheftrainerposition bei der Erstligafrauschaft des FC Lyon. Gleich in seiner ersten Saison erreichte er mit dieser das Endspiel des zum ersten Mal ausgetragenen französischen Pokalwettbewerbs, in dem der FCL gegen den FC Toulouse allerdings unterlag, und belegte in der Liga den vierten Rang. Aber bereits in den folgenden beiden Jahren führte er seine Frauen jeweils zum Pokalsieg und zur Vizemeisterschaft in der Division 1. Als die Frauenfußballabteilung im Sommer 2004 geschlossen zum Lokalrivalen Olympique Lyon überwechselte, fand Farid Benstiti dort vor allem bessere finanzielle Bedingungen vor und verstärkte das Team sukzessive mit jungen Spielerinnen, wobei er besonderen Wert auf eine offensive und attraktive Spielweise legte. Diese kontinuierliche Weiterentwicklung trug bald ihre Früchte, indem Olympique 2005 und 2006 jeweils Ligadritter geworden und in beiden Jahren auch das Landespokalfinale erreicht hatte, ohne sich allerdings in die Siegerliste eintragen zu können.
| Stationen als Trainer bzw. Sportdirektor | von … bis |
| ---------------------------------------- | --------- |
| FC Lyon                                  | 2001–2004 |
| Olympique Lyon                           | 2004–2010 |
| FK Rossijanka                            | 2011/12   |
| Russland A (Frauen)                      | 2011/12   |
| Paris Saint-Germain FC                   | 2012–2016 |
| Dalian Quanjian FC                       | 2017–2019 |
| Reign FC / OL Reign                      | 2020      |

Dies änderte sich mit dem ersten Meistertitel in der Saison 2006/07 grundlegend, denn die von Benstiti aufgebaute Elf verteidigte ihren Titel in der folgenden Spielzeit, in der sie zudem auch den Pokal und somit den Doublé gewann. 2009 und 2010 folgten für den Trainer und den Verein die dritte und vierte französische Meisterschaft. In den vier „Meisterjahren“ hatte Olympique Lyon von seinen 88 Ligaspielen 77 gewonnen und lediglich drei verloren, dabei im Mittel pro Saison 104 Tore geschossen und nur knapp neun hinnehmen müssen. Auch im Europapokal wies OLs Leistungskurve nach oben; waren die Frauen darin 2008 und 2009 jeweils noch im Halbfinale ausgeschieden (gegen Umeå IK beziehungsweise FCR Duisburg), bestritten sie 2010 das Endspiel, in dem sie Turbine Potsdam erst im Elfmeterschießen unterlagen. Ungeachtet seiner Leistungen und Verdienste wurde Farid Benstiti im Sommer 2010 bei OL durch Patrice Lair ersetzt. Er arbeitete anschließend als Talentscout für Olympiques Männerabteilung, ehe der Verein auch in dieser Funktion auf seine Dienste verzichtete.
Im Sommer 2011 nahm er das Angebot des FK Rossijanka an, als technischer Direktor für dessen Frauenteam zu wirken; in Russland hatte gerade die neue Spielzeit begonnen – die erste nach der Umstellung des Meisterschaftsbetriebs vom Kalenderjahr auf die jahresübergreifende Saison. Als im Herbst 2011 Russlands holländische Nationaltrainerin Vera Pauw ihre Position aufgab, betreute Farid Benstiti parallel zu seiner Vereinstätigkeit vorübergehend die Frauennationalelf. Die Russinnen schafften es zwar in der Europameisterschaftsqualifikation auf den zweiten Gruppenrang hinter Italien; dieser reichte jedoch nicht zur Teilnahme an der Endrunde in Schweden aus. Anfang 2012 übernahm der Franzose bei Rossijanka das Traineramt, nachdem Tatjana Jegorowa diese Position aus gesundheitlichen Gründen aufgegeben hatte, und führte die Frauen aus Krasnoarmeisk zum Gewinn des Meistertitels.
Mitte 2012 kehrte Farid Benstiti nach Frankreich zurück, wo er vier Jahre lang die Frauen des Paris Saint-Germain FC trainierte, der seit seinem Amtsantritt auch in seine Frauenelf massiv investiert hat und wo sich hohe Erwartungen an den Trainer richteten. Am Ende seiner ersten Saison beim Hauptstadtverein hatten PSGs Frauen die Vizemeisterschaft hinter Lyon gewonnen und sich damit für die Champions League qualifiziert. In der Spielzeit 2013/14 gelang Paris als einzigem Verein der Division 1 ein Sieg gegen Tabellenführer Lyon, und das sogar in der „Höhle der Löwinnen“. Im Europapokal der folgenden Saison setzten sich seine Spielerinnen gleichfalls gegen den großen nationalen Konkurrenten durch und erreichten schließlich sogar das Finale, unterlagen darin aber gegen den 1. FFC Frankfurt mit 1:2. 2015/16 beendeten seine Pariserinnen die erste Division zum vierten Mal in Folge als Vizemeisterinnen. Der Verein verlängerte anschließend Benstitis Vertrag nicht mehr und holte an seiner Stelle Patrice Lair in die Hauptstadt, der ihn bereits 2010 in Lyon „beerbt“ hatte. Ein halbes Jahr später trat Benstiti die Cheftrainerposition beim chinesischen Frauen-Erstligisten Dalian Quanjian FC an. Nachdem der Verein im Dezember 2017 sogar Chancen auf den Gewinn des Doubles aus Landesmeisterschaft und Landespokal besaß, wurde sein Vertrag bis 2019 verlängert. In China gewann er dann zwei Meistertitel.
Im Januar 2020 verpflichtete der US-amerikanische NWSL-Teilnehmer Reign FC Farid Benstiti als neuen Cheftrainer. Zu Beginn dieses Jahres hatte die Eigentümergesellschaft von Olympique Lyon Reigns Franchise mehrheitlich übernommen und wenige Wochen nach Benstitis Amtsantritt in OL Reign umbenannt.
Die FIFA hatte Farid Benstiti 2015 in ihre zehn Trainer umfassende Vorauswahl aufgenommen, aus der am Ende des Jahres der FIFA-Welttrainer des Jahres im Frauenfußball ermittelt und mit dem Ballon d’Or ausgezeichnet wurde.

## Palmarès als Trainer
- Französischer Meister: 2007, 2008, 2009, 2010 (und Vizemeister 2003, 2004, 2013, 2014, 2015, 2016)
- Französischer Pokalsieger: 2003, 2004, 2008 (und Finalist 2002, 2005, 2006, 2007, 2014)
- Russischer Meister: 2012
- Chinesischer Meister: 2017, 2018
- Europapokal: Finalist 2010, 2015 (und Halbfinalist 2008, 2009)